# Boeing Orbital Flight Test 2
Boeing Orbital Flight Test 2 (Boe-OFT 2) è una ripetizione della missione Boeing Orbital Flight Test, il primo volo di prova del CST-100 Starliner, colpito da problemi al software. La missione rientra nel programma Commercial Crew Development della NASA. Il lancio è avvenuto il 19 maggio 2022 e la missione ha avuto una durata di 6 giorni. La navetta ha attraccato con successo alla Stazione spaziale internazionale il 21 maggio ed è rimasta agganciata per 4 giorni prima di rientrare alla base White Sands Missile Range il 25 maggio.

## Carico utile
La navetta conteneva circa 245 kg di rifornimenti e attrezzature di test per simulare le missioni future con equipaggio e il relativo carico. Tra gli oggetti portati sulla stazione c'erano bandiere delle università storicamente afroamericane, spille di Rosie the Riveter, oltre a circa 227 kg di cibo e componenti per le attività extraveicolari. Gli astronauti hanno scaricato i rifornimenti e caricato sulla navetta serbatoi vuoti di azoto-ossigeno da portare a Terra per essere riempiti e riportati successivamente sulla stazione.
Come per la missione precedente, la navetta conteneva nuovamente l'Anthropomorphic Test Device, un manichino soprannominato "Rosie the Rocketeer", dotato di molti sensori per raccogliere dati relativi alla sicurezza degli astronauti nelle successive missioni con equipaggio e un peluche del protagonista del videogioco Kerbal Space Program.

## Missione
La missione era il primo volo di Starliner dopo il precedente tentativo fallito di raggiungere la stazione spaziale nel dicembre 2019, causato da un'anomalia con l'orologio del tempo trascorso della missione (Mission Elapsed Time) del veicolo spaziale. A seguito di un'indagine di quattro mesi sul primo test di volo, il 6 aprile 2020, Boeing ha annunciato che avrebbe ripetuto la missione per dimostrare di aver raggiunto tutti gli obiettivi del test. La NASA ha accettato la proposta della Boeing di fare un altro volo di prova senza equipaggio, a un costo stimato di 410 milioni di dollari. La missione ha utilizzato l'hardware, la navetta e il lanciatore Atlas V originariamente pianificati per l'uso nel test di volo con equipaggio.
La missione è stato il secondo volo di un Atlas V senza la carenatura di carico utile e con uno stadio superiore Centaur nella variante con due propulsori RL-10. Questa versione del Centaur è stata richiesta per la navetta Starliner perché si potesse usare una traiettoria di lancio in grado di annullare in sicurezza il volo in qualunque punto della missione.
Boeing ha modificato il progetto del sistema di attracco della navetta aggiungendo una copertura incernierata al cono anteriore, simile a quella utilizzata nella navetta Dragon 2, che fornisce una migliore protezione durante il rientro atmosferico. La missione ha anche testato per la prima volta il sistema di attracco sviluppato dalla NASA su un veicolo commerciale, poiché la navetta Dragon 2 utilizza un sistema progettato dalla stessa SpaceX.

### Ritardi nel lancio

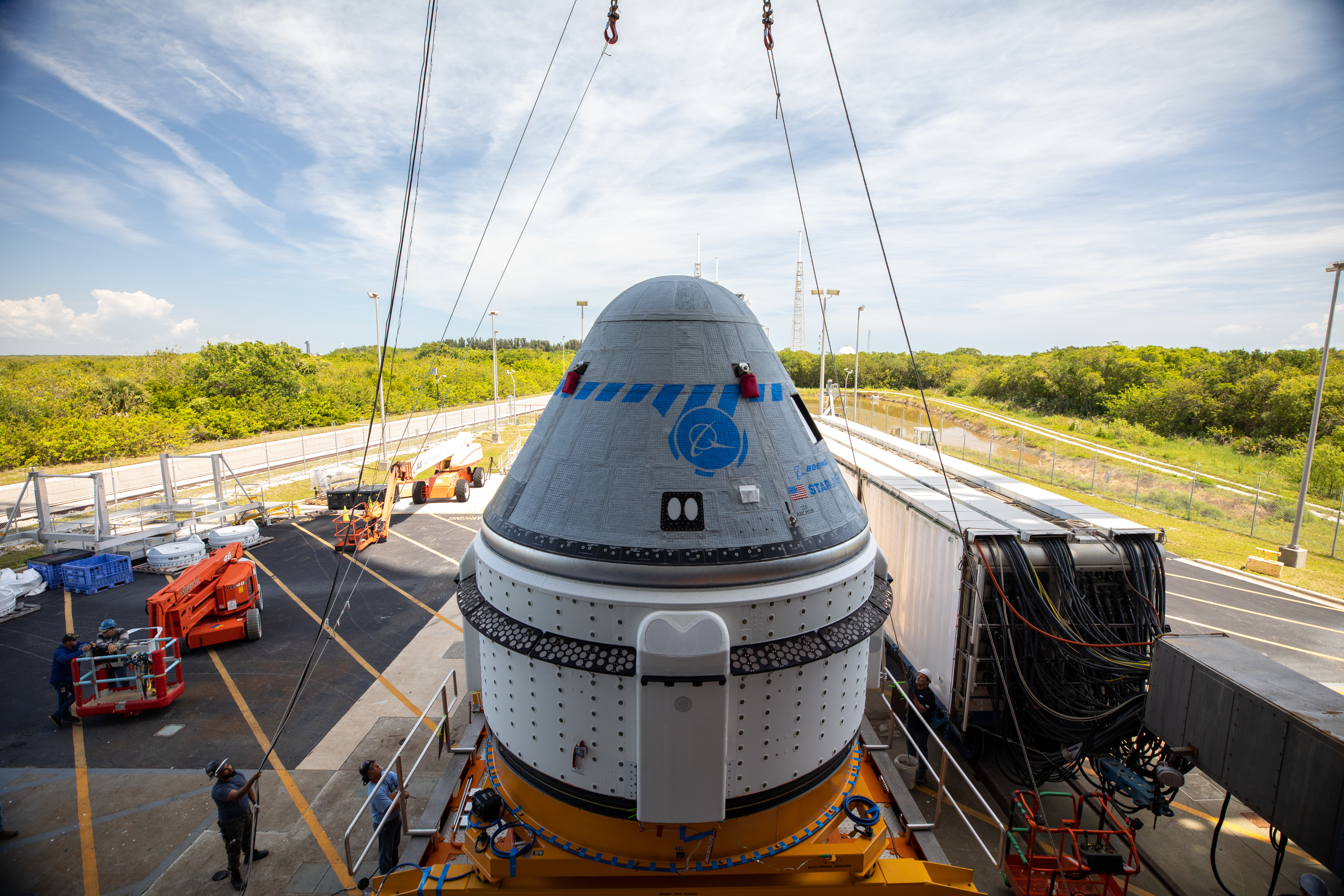
La CST-100 Starliner arriva al complesso di lancio 41

Il 9 dicembre 2020 la NASA e Boeing annunciarono il 29 marzo 2021 come la data di lancio della missione, e il 18 gennaio 2021 è stato completata la ricertificazione del software di bordo. La data del lancio è stata successivamente spostata al 2 aprile, poi a metà aprile ed infine il 30 luglio 2021.
Il 29 luglio l'Atlas V e la navetta Starliner sono stati trasportati dall'edificio Vertical Integration Facility (VIF) sulla piattaforma di lancio. Il giorno stesso sulla stazione spaziale veniva agganciato il modulo Nauka. Tuttavia i propulsori del modulo hanno avuto un malfunzionamento, causando diverse anomalie che avrebbero reso impossibile l'attracco della Starliner. Per questo motivo, l'Atlas V è stato riportato immediatamente nel VIF e la data del lancio è stata spostata al 3 agosto 2021.

### Problemi alle valvole

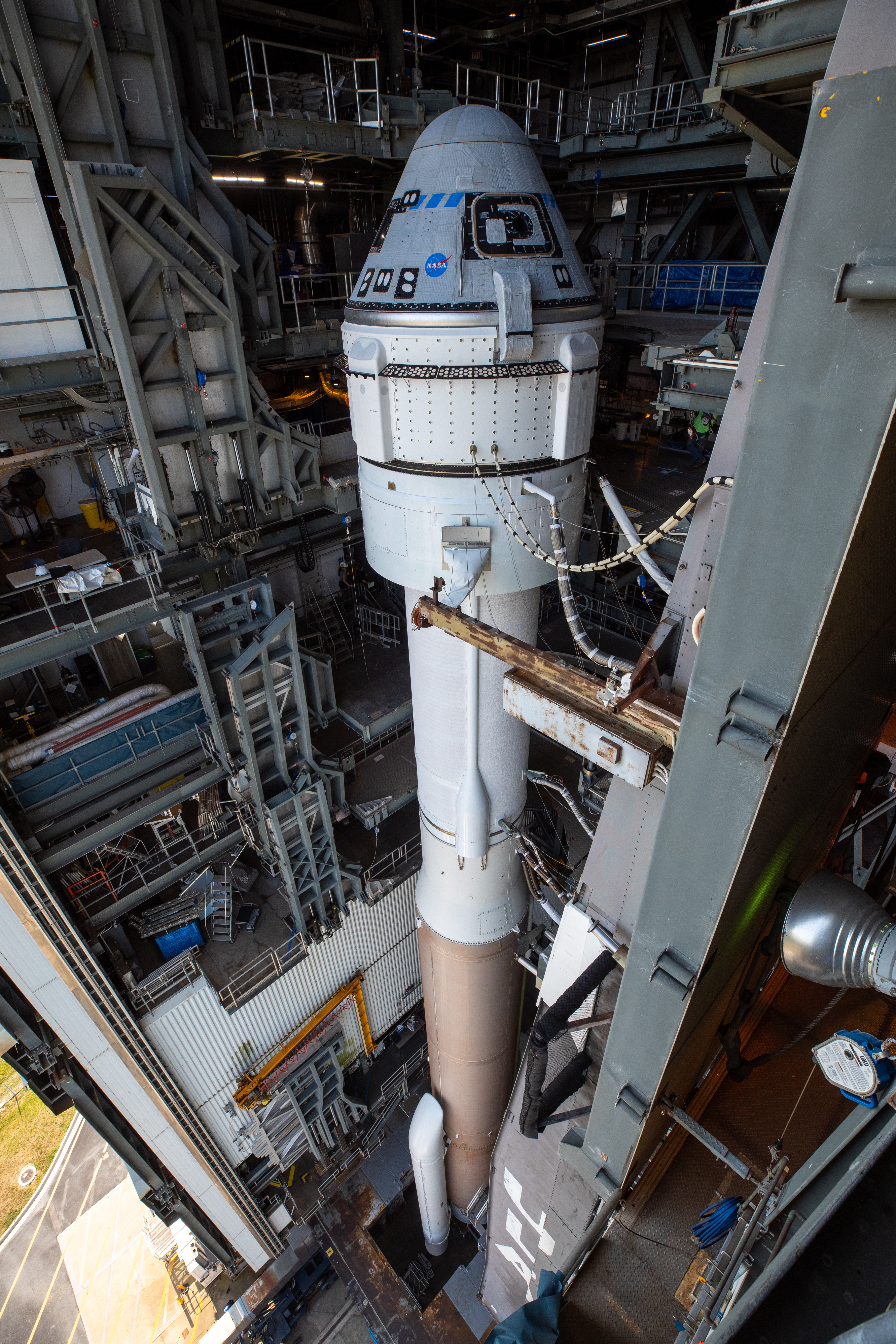
Il 18 maggio 2022 la navetta Starliner e il lanciatore Atlas V sono trasportati dal Vertical Integration Facility alla piattaforma di lancio

L'Atlas V è stato nuovamente portato sulla piattaforma di lancio il 2 agosto, ma c'è stato un rinvio al 4 agosto per problemi tecnici al sistema di propulsione della navetta, e quindi a fine agosto per lo stato anomalo delle valvole del sistema di propulsione. Di conseguenza il lanciatore e la navetta sono stati riportati nel VIF per effettuare ulteriori test. Il controllo approfondito delle tredici valvole del sistema di propulsione ha causato il rinvio del lancio di un anno.

### Lancio e attracco

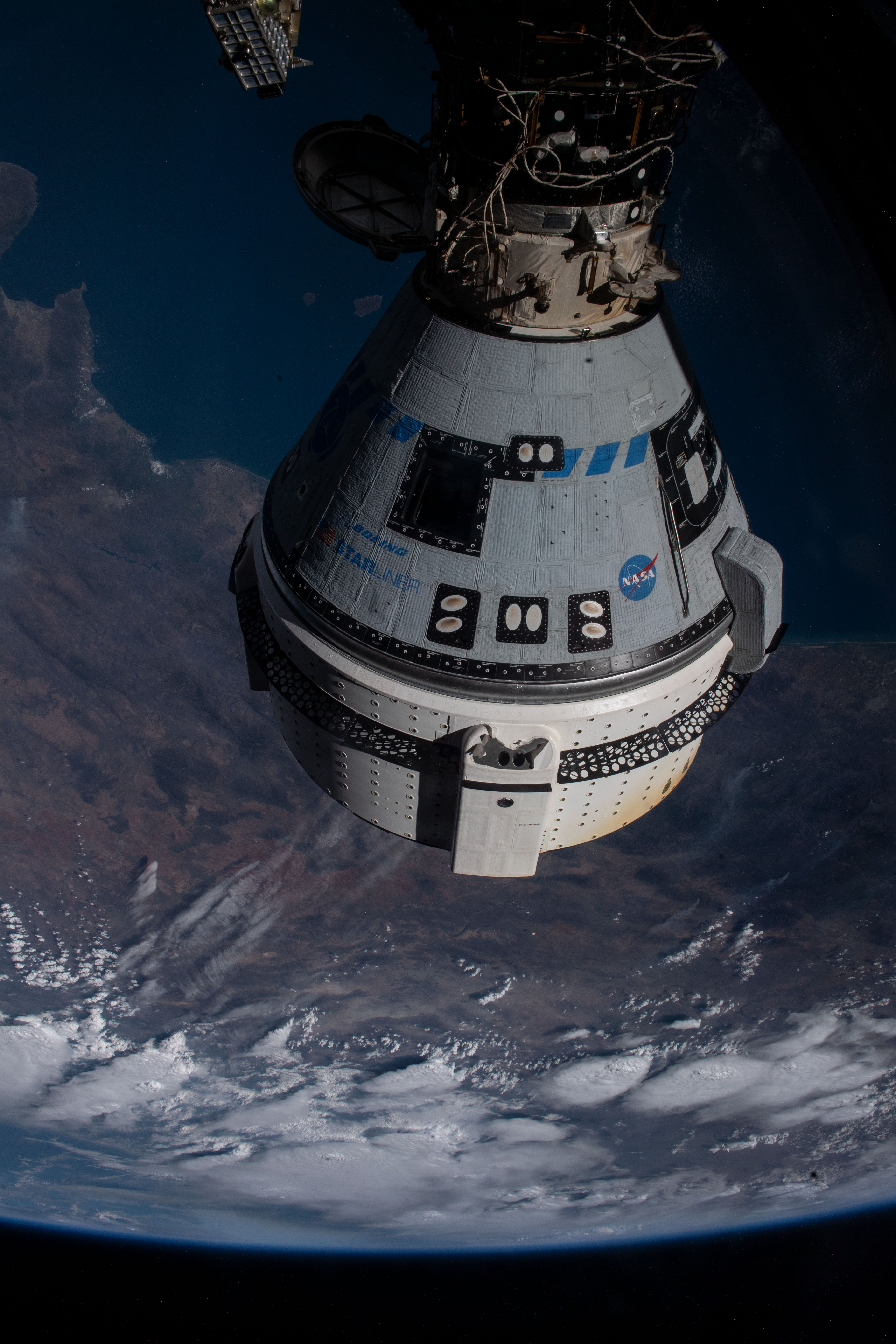
Starliner attraccata alla stazione spaziale

Il lancio è avvenuto il 19 maggio 2022 alle 22:54, ed è stata completata correttamente l'accensione dei propulsori per l'inserimento orbitale a 31 minuti dal lancio. Durante questa manovra due propulsori dell'Orbital Maneuvering and Attitude Control (OMAC) su un totale di dodici hanno avuto un malfunzionamento subito dopo la loro accensione. I responsabili di Boeing hanno comunicato che questo evento non ha causato gravi problemi, poiché il sistema di controllo di volo ha corretto la situazione accendendo dei propulsori di backup per completare l'inserimento orbitale, che è stato portato a termine con successo. Dopo 26 ore e 34 minuti dal lancio la navetta ha collegato il proprio meccanismo di attracco a quello della stazione spaziale (cosiddetto "soft dock"), e 20 minuti dopo sono state completate le operazioni di attracco che hanno permesso di aprire i portelli tra essa e la stazione (cosiddetto "hard dock"). La procedura ha avuto successo al primo tentativo. Le operazioni sono state ritardate di un'ora a causa di inconvenienti minori. I portelli sono stati aperti il 21 maggio alle 16:04 UTC. La navetta è stata sganciata dalla stazione il 25 maggio alle 18:36 UTC ed è atterrata con successo alla base di White Sands, nel Nuovo Messico alle 22:49 UTC.

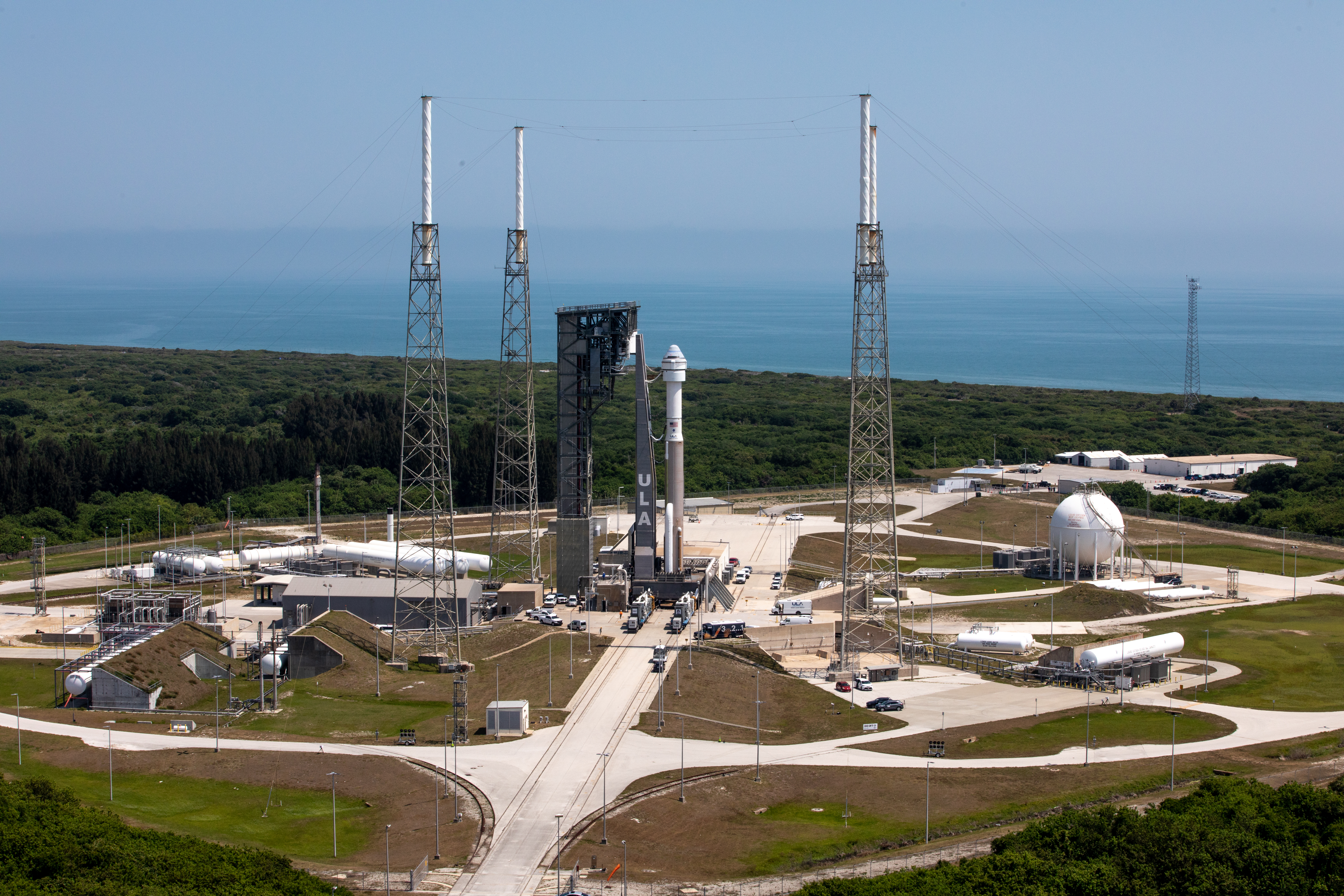
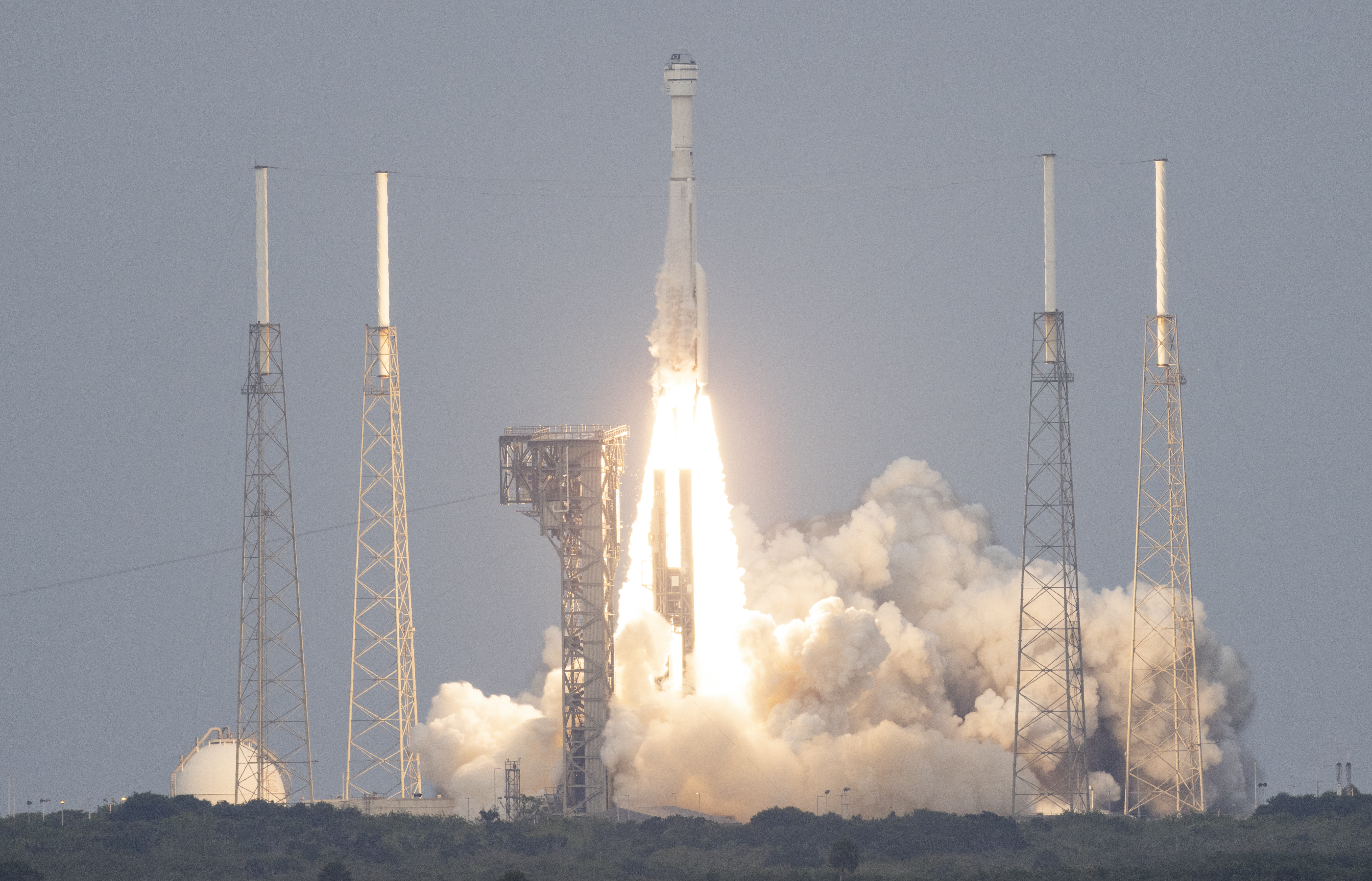
Lancio della missione
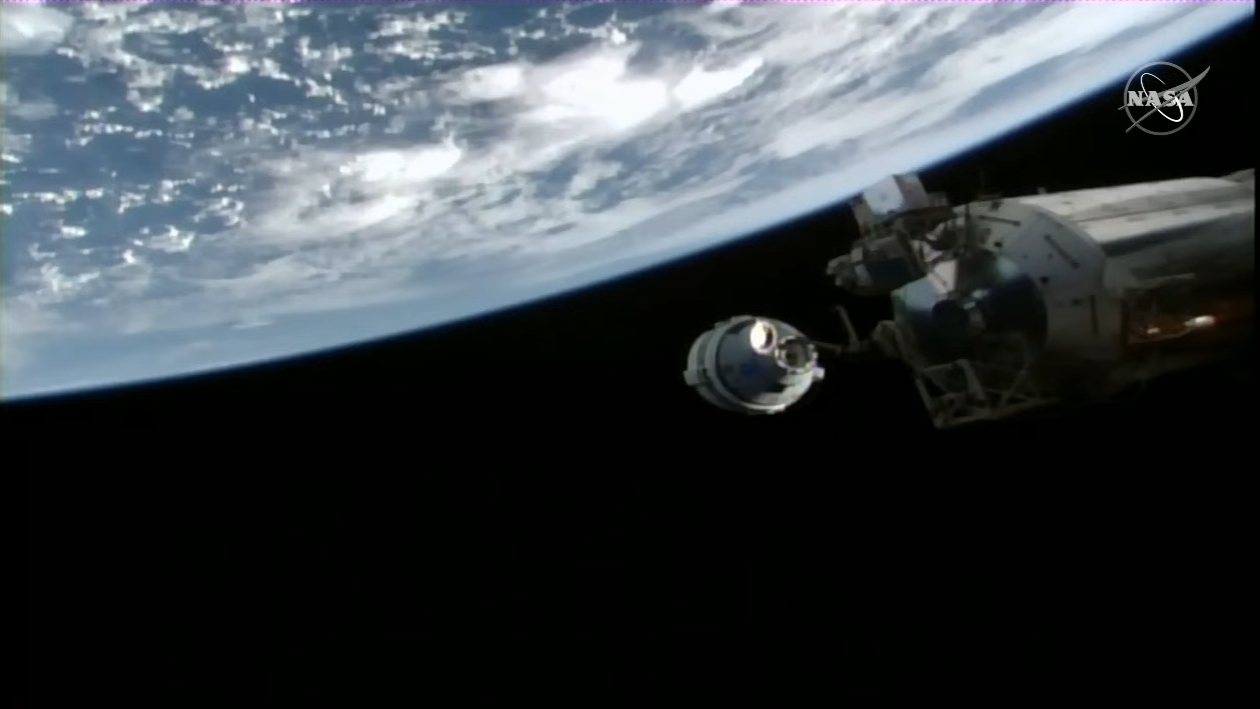
La navetta Starliner in avvicinamento alla stazione spaziale
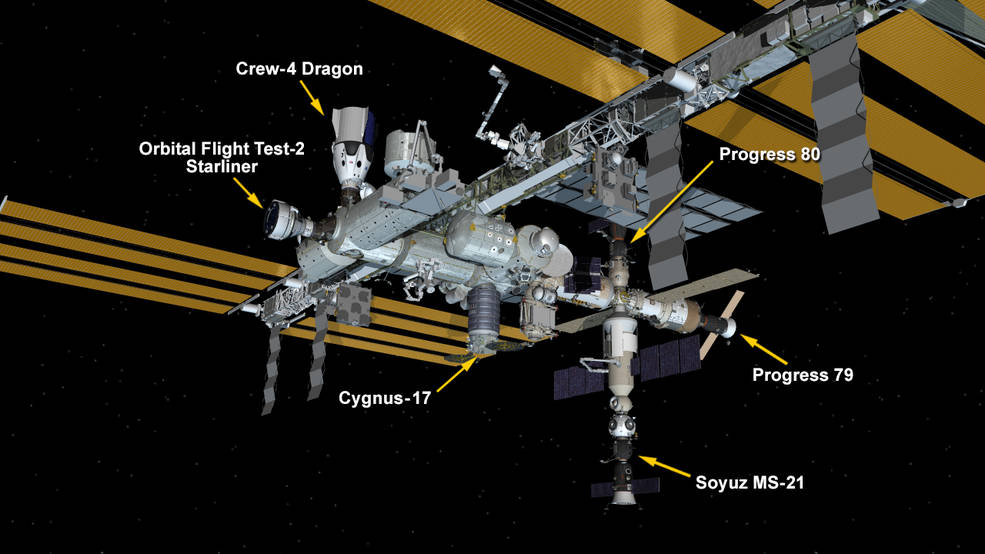
Le navette Dragon e Starline attraccate contemporaneamente alla stazione spaziale
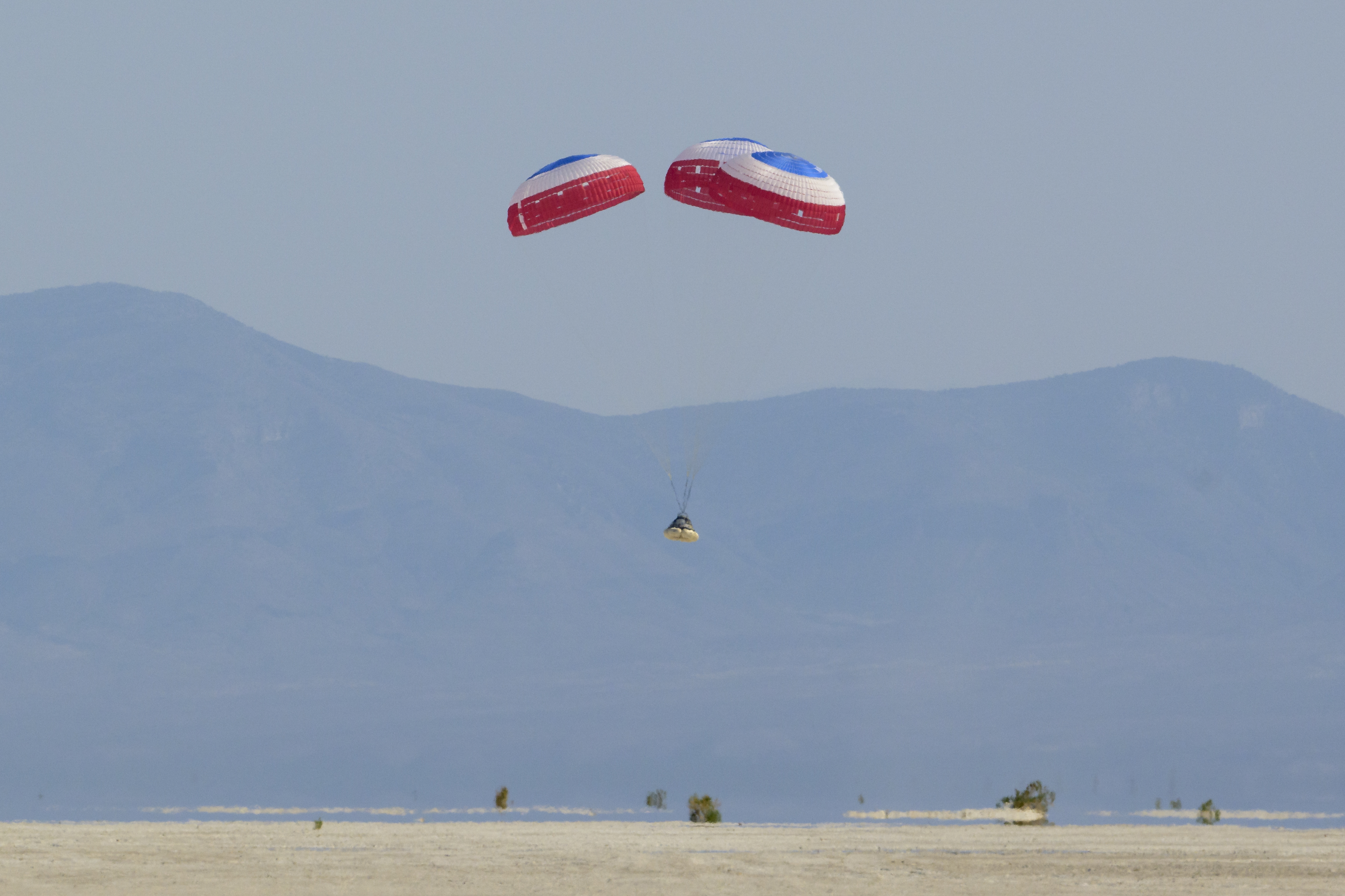
Starliner poco prima dell'atterraggio a White Sands
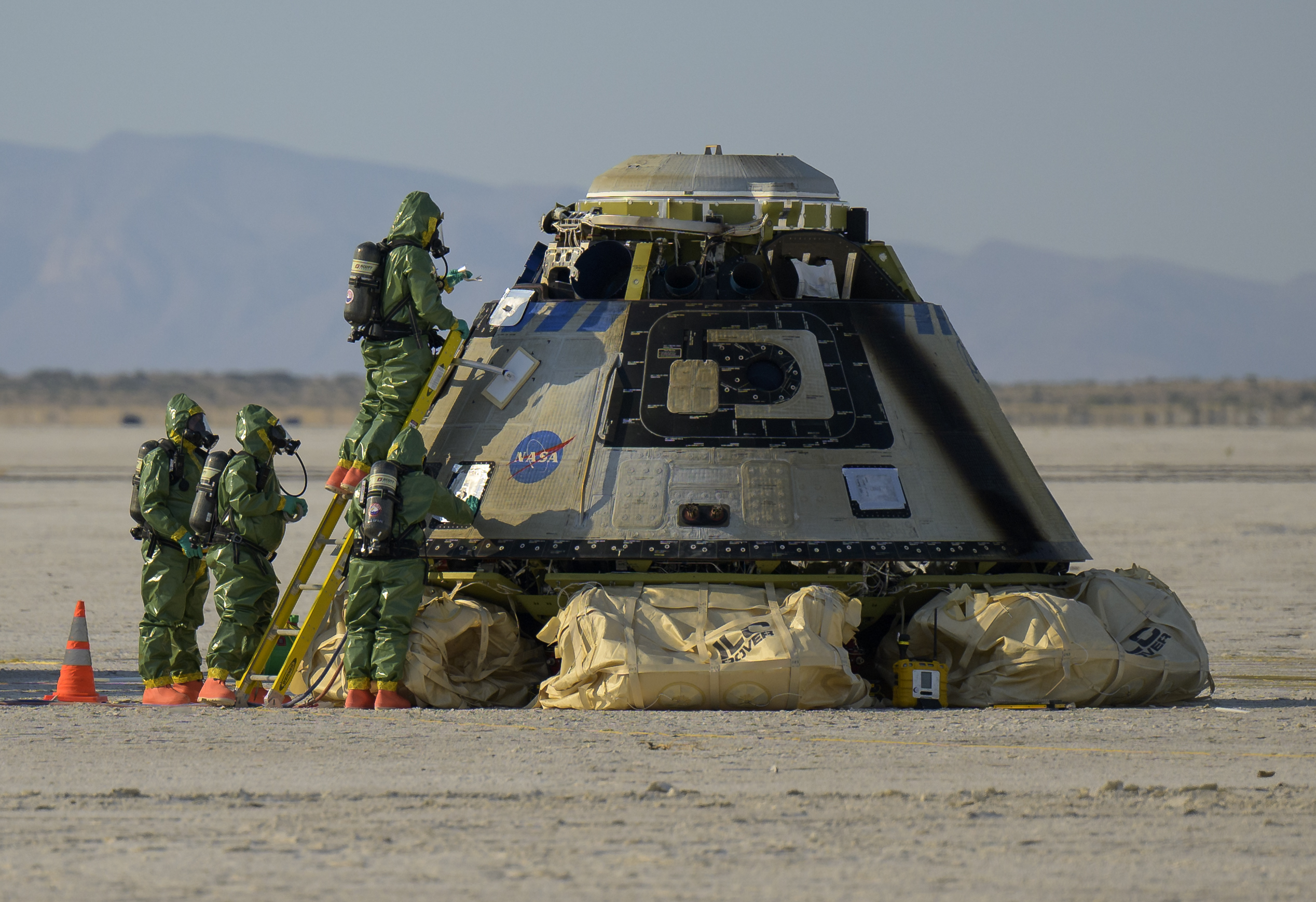
Starliner dopo essere atterrata